# Adolf Staňura
Adolf Staňura (12. března 1915 – 16. března 2004) byl přední[zdroj⁠?!] český esperantský literát.
Zabýval se především překlady děl českých autorů do esperanta:
- La perdita vizaĝo (Ztracená tvář) — vědeckofantastický román Josefa Nesvadby
- Meze de Eŭropo… skize pri la historio de Ĉeĥoslovakio — přeložil spolu s Evou Seemannovou a Oldřichem Kníchalem

Vypracoval rovněž soustavu esperantského těsnopisu podle systému Herout–Mikulík.